# Daulatpur (Dacca)
Daulatpur è un sottodistretto (upazila) del Bangladesh situato nel distretto di Manikganj, divisione di Dacca. Si estende su una superficie di 216,24 km² e conta una popolazione di 138.606 abitanti (dato censimento 1991).